# اظفار (یمن)
 اظفار  (در عربی:  الأظفار )
نام روستایی است در دهستان القفاعة از توابع استان تَعِز در کشور یمن در شبه جزیره عربستان.

## جمعیت
جمعیت آن (۵۵ ) نفر (۵ خانوار) می‌باشد.